# Шарль Тюрбан
Поль Шарль Тюрбан (фр. Charles Paul Turban; 3 жовтня 1845, Страсбург — 11 травня 1905, Париж) — французький кларнетист.
Закінчив Паризьку консерваторію (1865), учень Гіацинта Клозе. З 1872 року грав в Оркестрі концертного товариства Паризької консерваторії.
У 1887 році разом з гобоїстом Жоржем Жиллє і флейтистом Полем Таффанелем супроводжував Каміля Сен-Санса у його петербурзьких гастролях.
У 1900—1904 роках професор Паризької консерваторії.
Ш. Тюрбану присвячені «Сарабанда і варіації» Рейнальдо Ана і Канцонетта Габріеля П'єрне, а також соната для кларнета і фортепіано Теодора Гуві.